# Melanie Stansbury
Melanie Ann Stansbury (Farmington, 31 gennaio 1979) è una politica statunitense, membro della Camera dei rappresentanti per il Nuovo Messico dal 2021.

## Biografia
Melania Stansbury nasce a Farmington, nel Nuovo Messico. Si è laureata alla Saint Mary's College of California in ecologia umana e scienze naturali, fino ad ottenere anche un master in sviluppo della sociologia alla Cornell University.
Ha iniziato la sua carriera come istruttrice di ecologia presso il museo di scienza e storia naturale del Nuovo Messico. In qualità di borsista della Casa Bianca, ha lavorato come consulente politico presso il "Council on Environmental Quality". È stata consulente presso i Sandia National Laboratories e in seguito ha lavorato come esaminatore di programma presso l'Ufficio per la gestione e il bilancio durante l'amministrazione Obama. Ha lavorato nello staff della Commissione per l'energia e le risorse naturali del Senato degli Stati Uniti e come assistente della senatrice Maria Cantwell. Dal 2017 lavora come consulente e consulente senior presso l'Utton Transboundary Resources Center dell'Università del Nuovo Messico.
Entra in politica con il Partito Democratico candidandosi per la Camera dei rappresentanti del Nuovo Messico nel 2018 e venendo anche eletta. Durante i primi mesi del suo mandato ha introdotto una legislazione per migliorare il risparmio energetico dello stato e la gestione delle risorse idriche. È stata vicepresidente del comitato per l'energia, l'ambiente e le risorse naturali. Si dimette nel 2021 quando decide di candidarsi alle elezioni speciali per il 1º distretto del Nuovo Messico al Congresso statunitense dopo le dimissioni della deputata in carica Deb Haaland, nominata da Joe Biden come segretario degli Interni. Eletta il 1º giugno, entra in carica 13 giorni dopo.